# Speedin' Bullet 2 Heaven
Speedin' Bullet 2 Heaven è il quinto album in studio del rapper e cantante statunitense Kid Cudi, pubblicato il 4 dicembre 2015.

## Tracce
Side A/CD 1
Testi e musiche di Scott Mescudi, eccetto dove indicato.
1. Edge of the Earth / Post Mortem Boredom – 4:43
2. Confused! – 3:56
3. Man in the Night – 3:50 (Scott Mescudi, Mike Judge)
4. Screwed – 2:27
5. Fade 2 Red – 2:57
6. Adventures – 6:10 (Scott Mescudi, Mike Judge)
7. The Nothing – 3:30
8. Amen – 3:04
9. Handle with Care – 3:45
10. Judgemental Cunt – 3:05
11. Séance Chaos – 1:53
12. Fairy Tale Remains – 3:06
13. Wedding Tux – 2:32
14. Angered Kids – 3:31
15. Red Sabbath – 4:38
16. Fuchsia Butterflies – 2:45
17. Speedin' Bullet 2 Heaven – 4:34
18. Embers – 3:00

Side B/CD 2
1. Anomaly – 4:34
2. The Return of Chip Douglas (Demo) – 4:15
3. Trauma – 2:44
4. Wait! (Rehearsal demo) – 1:58
5. Insides Out – 3:07
6. Speedin' Bullet 2 Heaven (Acoustic demo) – 3:24
7. Worth – 5:17
8. Melting – 2:37

## Classifiche
| Classifica (2015) | Posizione massima |
| ----------------- | ----------------- |
| Stati Uniti       | 36                |